# Branko Ćopić
Branko Ćopić, in cirillico Бранко Ћопић (1º gennaio 1915 – 26 marzo 1984), è stato uno scrittore jugoslavo.
Era di etnia serba, nato nel villaggio di Hašani, vicino a Bosanska Krupa. Ha studiato a Bihać, Banja Luka, Sarajevo e Karlovac e infine a Belgrado dove studia filosofia fino alla laurea, nel 1940.
All'inizio della rivolta in Bosanska Krajina nel 1941, egli si unì ai partigiani iugoslavi e vi rimase sino alla fine della II guerra mondiale. Quel periodo della vita ha influenzato molto le sue opere letterarie come si può vedere dai temi delle sue opere.
A guerra terminata Ćopić ritorna a Belgrado dove fino al 1949 è direttore di un giornalino per ragazzi chiamato Pioniri. Dal 1951 sino alla morte lavora come scrittore professionista.
I suoi libri sono stati tradotti in albanese, ceco, inglese, tedesco, olandese, italiano, mandarino, cantonese, polacco, romeno, turco, slovacco, francese, e russo; alcune sue opere sono diventate serie televisive e film.
È morto il 26 marzo 1984 saltando dal ponte Branko nel fiume Sava.
È stato raffigurato nella banconota da 0,50 marchi di Bosnia e Herzegovina, che poi è stata ritirata dalla circolazione e sostituita da monete.

## Opere principali

### Racconti
- Pod Grmečom (1938),
- Borci i bjegunci (1939),
- Planinci (1940),
- Rosa na bajonetima (1947),
- Surova škola (1948),
- Odabrane ratne pripovetke (1950),
- Izabrane humorističke priče (1952),
- Dragi likovi (1953),
- Doživljaji Nikoletine Bursaća (1955),
- Bašta sljezove boje (1969)

### Romanzi
- Prolom (1952),
- Gluvi barut (1957),
- Ne tuguj, bronzana stražo (1958)
- Osma ofanziva 1966.

### Libri per bambini
Racconti:
- Priče partizanke (1944),
- Pjesme pionirke (1945),
- Vratolomne priče (1947),
- Sunčana republika (1948),
- Аrmija, odbrna tvoja (1949),
- Priče ispod zmajevih krila (1950),
- Pijetao i mačak (1952),
- Bosonogo djetinjstvo (1976),
- Ježeva kućica ,
- U svijetu medvjeda i leptirova
- Doživljaji mačka Toše

e romanzi:
- Orlovi rano lete (1959),
- Slavno vojevanje (1960) and
- Bitka u Zlatnoj dolini

questi tre detti anche "The Pioneer Trilogy",
- Magareće godine